# Mickleton (Durham)
Mickleton – wieś w Anglii, w hrabstwie Durham. Leży 37 km na południowy zachód od miasta Durham i 368 km na północ od Londynu.